# No Bra
No Bra (のーぶら, Nōbura) est un manga japonais en 5 volumes de Kenjiro Kawatsu.
Comédie romantique, légèrement érotique, édité par Akita Shoten au Japon, et par Taifu Comics en France.
Cette série traite les aventures de Yuki Nomura, jeune garçon efféminé qui vit et s'habille comme une fille, amoureux du narrateur qui se refuse à lui par peur.

## Manga
- Mangaka : Kenjiro Kawatsu
- Édition japonaise : Akita Shoten
  - Nombre de volumes sortis : 5 (terminé)
  - Date de première parution : 2002
- Édition française : Taifu Comics collection « Taifu Ecchi »

(à noter que la série a commencé à être éditée sous le nom de « Punch comics », qui fut changé en « Taifu comics » à la suite d'un différend avec « Punch éditions »)
- - Nombre de volumes sortis : 5 (terminé)
  - Date de première publication : novembre 2004
  - Format : 11,5 x 17 cm